# Universität Uppsala
Die Universität Uppsala (schwedisch: Uppsala universitet; lat.: Universitas Regia Upsaliensis) wurde 1477 von Erzbischof Jakob Ulfsson und dem Regenten Sten Sture dem Älteren in Uppsala gegründet und ist damit die älteste noch existierende Universität Skandinaviens.
Das Spektrum der Universität ist mit den drei Wissenschaftsgebieten Geisteswissenschaften/Gesellschaftswissenschaft, Medizin/Pharmazie und Technik/Naturwissenschaft breit gestreut. Die Universität gehört zu den größten Skandinaviens und nimmt in Rankings regelmäßig Spitzenplätze ein. Global betrachtet platziert sich die Hochschule seit Jahren konstant unter den 100 besten Universitäten. Insgesamt sind acht Nobelpreisträger mit der Universität wissenschaftlich verbunden.
Bekannt ist die Hauptbibliothek der Universität: Carolina Rediviva.

## Fakultäten
- Fakultät für Geisteswissenschaften
- Fakultät für Erziehungswissenschaften
- Fakultät für Sprachen
- Fakultät für Recht
- Fakultät für Medizin
- Fakultät für Pharmazie
- Fakultät für Wissenschaft und Technik
- Fakultät für Sozialwissenschaften
- Fakultät für Theologie

## Geschichte

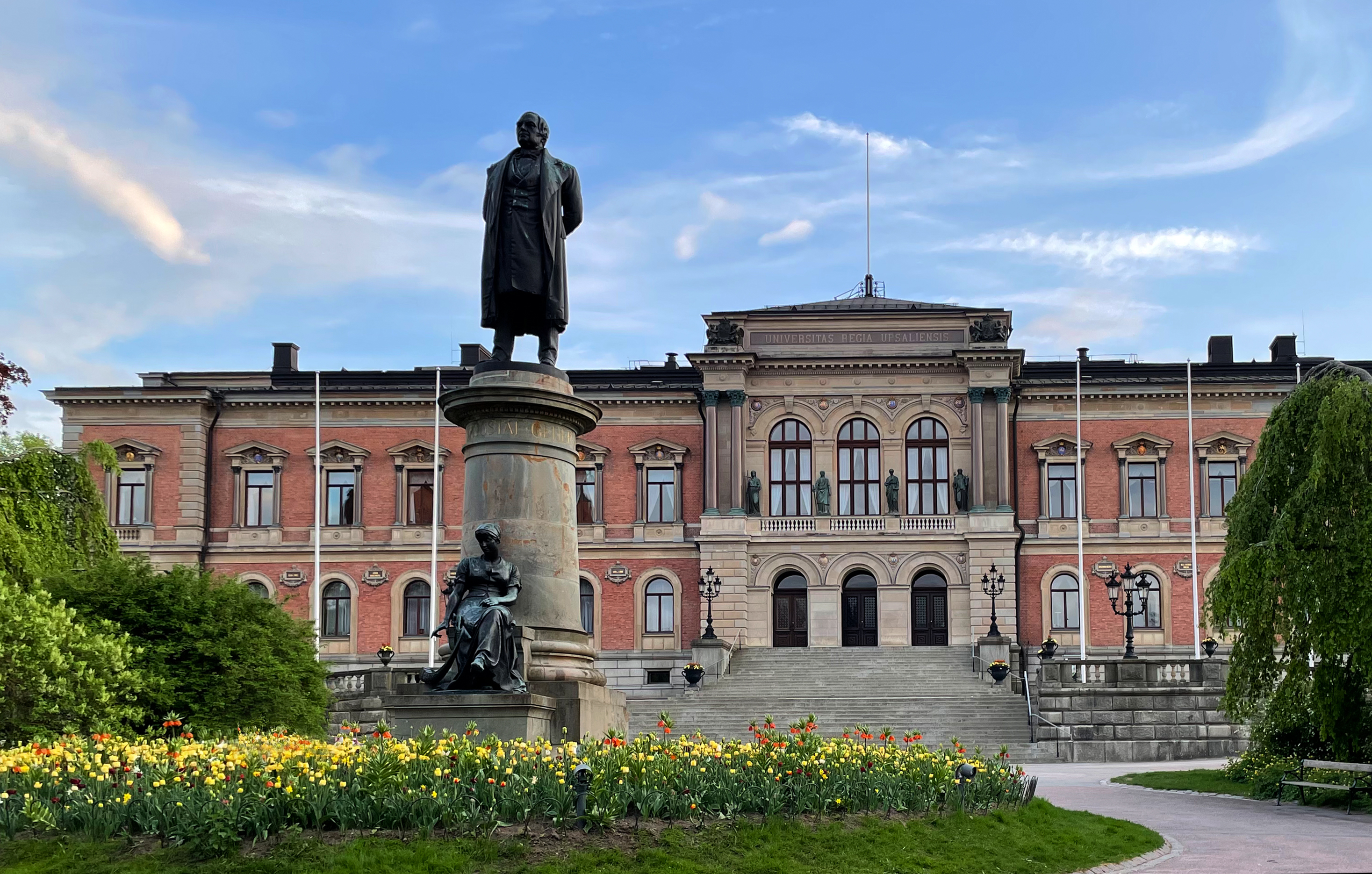
Hauptgebäude der Universität

### Gründung und Reformationszeit
In einer an den Erzbischof Jakob Ulfsson gerichteten Bulle vom 27. Februar 1477 teilte Papst Sixtus IV. seine Einwilligung mit, ein studium generale in Schweden einzurichten. Es sollte sich an der Universität Bologna orientieren. Als Kanzler war der jeweilige Erzbischof vorgesehen. Der schwedische Reichsrat billigte die Pläne am 2. Juli 1477 und so begann die Universität am 7. Oktober 1477 mit der Wissensvermittlung an Studenten. Die Reformation führte zu einer Krise mit längerer Unterbrechung der Lehrtätigkeit. Die Synode von Uppsala beschloss aber die Wiederbelebung der Universität, was im Jahr 1595 geschah.

### Frühe Blütezeit im 17. und 18. Jahrhundert
Zwischen 1620 und 1780 erlebte die Universität eine große Periode. Zusammenhängend mit der Großmachtstellung im Ostseeraum wurden die Rechtswissenschaften gefördert. Es wirkten auch viele bekannte Medizin- und Naturwissenschaftler.

Ein Teil der historischen Bücher stammte aus Deutschland und kam als Beutekunst aus dem Dreißigjährigen Krieg nach Schweden, darunter Bücher aus Würzburger Bibliotheken, herausragend die Hofbibliothek des Würzburger Fürstbischofs Julius Echter, die auf der Festung Marienberg aufgestellt war. Weitere Beutestücke stammen aus dem Besitz von Nicolaus Copernicus bzw. aus einem der Schwedisch-Polnischen Kriege.

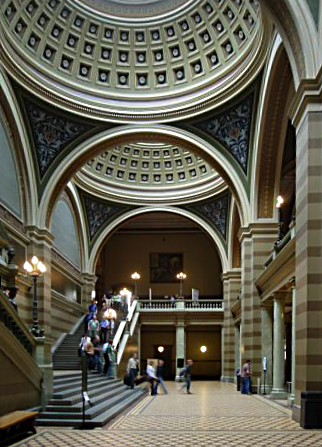
Eingangshalle des Hauptgebäudes

### Die Romantik
In der ersten Hälfte des 19. Jahrhunderts ging die Naturwissenschaft zurück. Ein bekannter Lehrer war der Historiker und Schriftsteller Erik Gustav Geijer.

### Übergangszeit 1877–1945
Zum Jubiläum im Jahre 1877 wurde das neue Universitätshauptgebäude erstellt. Als erste Frau in Skandinavien wurde 1883 die Historikerin Ellen Fries promoviert. Die Philosophie von Axel Hägerström beeinflusste für längere Zeit die schwedische Gesetzgebung und Rechtsprechung. Wieder arbeiteten hier bekannte Naturwissenschaftler wie die Nobelpreisträger The Svedberg und Manne Siegbahn. 1945 waren 4500 Studenten immatrikuliert.

### Nach 1945

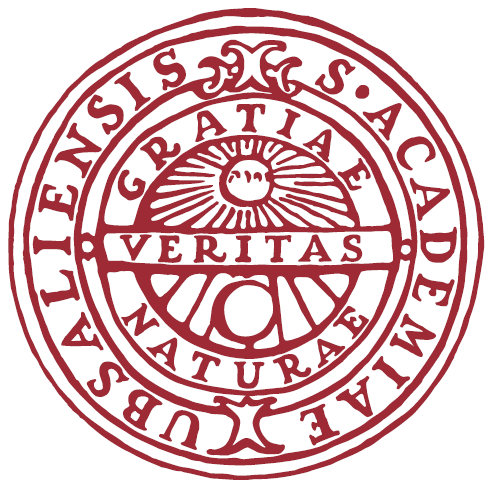
Siegel der Universität Uppsala

Bis 1969 vervierfachte sich die Studentenzahl auf 20.000. Eine weitere Expansion passierte in den 1990er Jahren. Der Unterricht wurde auf verschiedene Gebäude in der Stadt verteilt.

## Popkultur
Der schwedische Kriminalfilm Das Zeichen des Mörders wurde teilweise in der Universität von Uppsala gedreht.

## Bekannte Kanzler
- Carl Didrik Ehrenpreus (1692–1760), schwedischer Staatsmann

## Bekannte Hochschullehrer
- Maciej Klimek (* 1954), Mathematik
- Oleg Janowitsch Wiro (* 1948), Mathematik
- Joachim Daniel Andreas Müller (1812–1857), botanischer Gärtner
- Andreas Heldmann (1688–1770), Germanist und Historiker
- Otto Sibum (* 1956), Wissenschaftshistoriker
- Zenta Mauriņa (1897–1978), Literaturwissenschaftlerin
- Anders Jonas Ångström (1814–1874), Astronom und Physiker, Namensgeber der Längeneinheit Ångström
- Anders Celsius (1701–1744), Astronom, Mathematiker und Physiker
- Carl von Linné (1707–1778), Naturwissenschaftler, Vater der modernen botanischen und zoologischen Taxonomie
- Gustaf Einar Du Rietz (1895–1967), Botaniker
- Olof Rudbeck der Ältere (1630–1702), Botaniker und Mediziner, Entdecker des Lymphatischen Systems
- Kai Siegbahn (1918–2007), Physiker, Nobelpreisträger

## Bekannte Absolventen
- Peter Artedi (1705–1735), Naturforscher, „Vater der Ichthyologie“
- Arvid Faxe (1733–1793), Marinearzt und Erfinder der Dachpappe
- Carl Michael Bellman (1740–1795), berühmtester Liederdichter Schwedens, gilt als Nationaldichter
- Harald Bergström (1908–2001), Mathematiker
- Viktor Björkman (1868–1931), Philologe und Hochschullehrer
- Karin Boye (1900–1941), Schriftstellerin und Dichterin
- Gustaf Fröding (1860–1911), Lyriker
- Dag Hammarskjöld (1905–1961), zweiter Generalsekretär der Vereinten Nationen
- Andreas Heldmann (1688–1770), siebenbürgisch-sächsischer Germanist und Historiker
- Salomon Eberhard Henschen (1847–1930), Internist, Neurologe, Erstbeschreiber der Dyskalkulie und des Sportherzens
- Carl XVI. Gustaf (* 1946), König von Schweden
- Håkan Nesser (* 1950), Schriftsteller
- Jenny Ohlsson (* 1975), Diplomatin und Staatssekretärin
- Christopher Polhem (1661–1751), Wissenschaftler, auf der 500-Kronen-Banknote
- Harald Sandberg (* 1950), schwedischer Diplomat

## Siehe auch

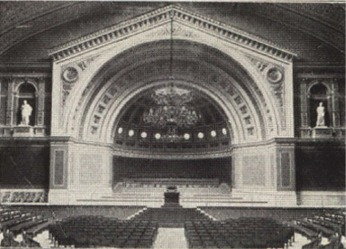
Aula der Universität